# Плоскоклюн листокрак
Плоскоклюният листокрак (Phalaropus fulicarius) е малка птица от семейство Бекасови (Scolopacidae).

## Разпространение
Видът се размножава в арктическите райони на Северна Америка и Евразия.
Среща се и в България.